# Tarusati
I Tarusati furono un popolo gallico dell'Aquitania, citato da Giulio Cesare e Plinio il Vecchio. Li si identifica generalmente con gli Aturensi (una denominazione che s'impose a partire dal IV secolo. Abitavano l'attuale Tursan nel dipartimento delle Landes e avevano quale città principale Atura (Aire-sur-l'Adour).
I Tarusati avevano per confinanti i Tarbelli a sud-ovest, i Cocosati a nord-ovest, i Vasatei a nord, gli Elusati a est, i Bigerri a sud-est e i Benearni a Sud.